# Georges Hausemer

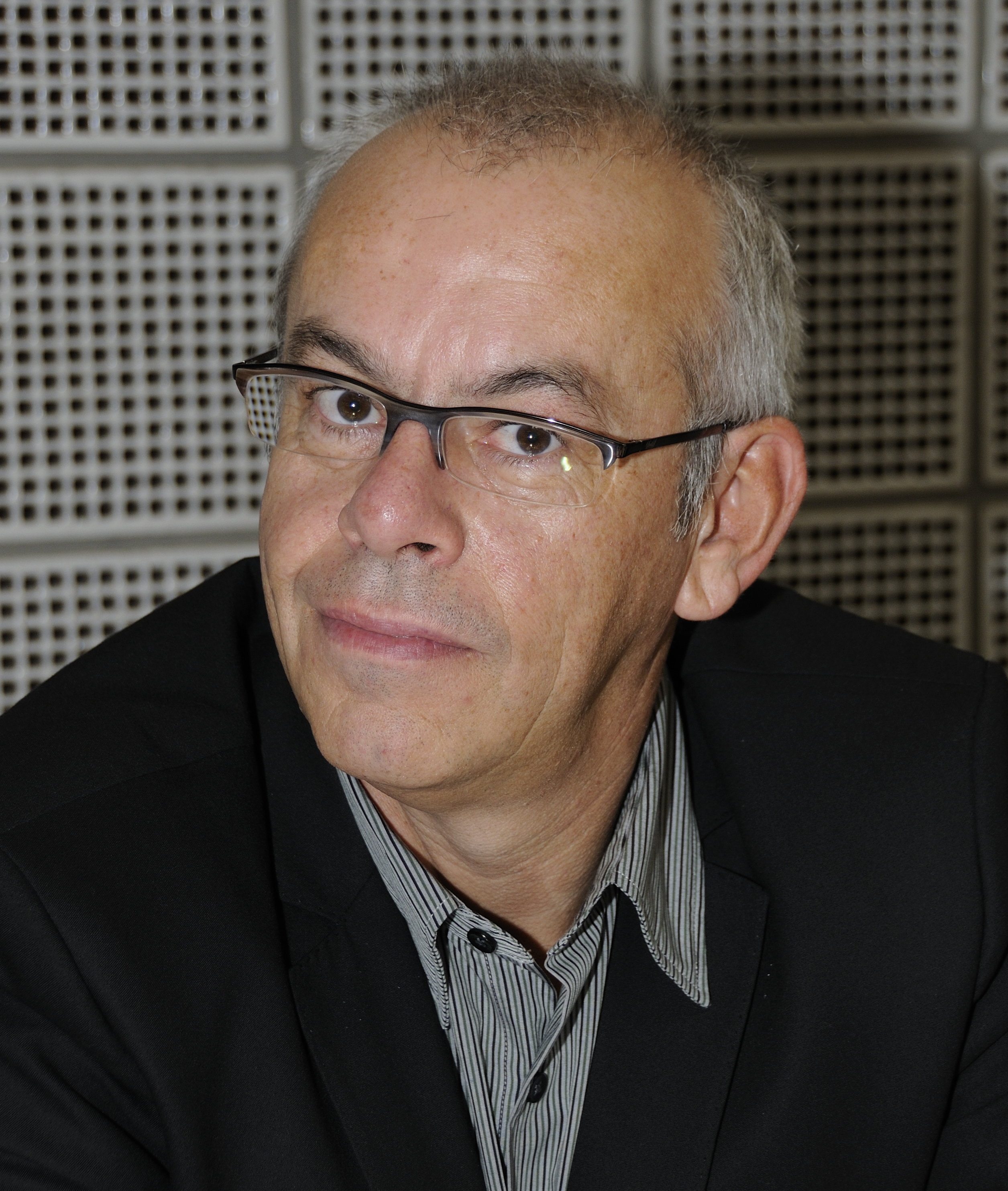
Georges Hausemer (2008)

Georges Hausemer (* 1. Februar 1957 in Differdingen; † 13. August 2018) war ein luxemburgischer Schriftsteller und Übersetzer, der auch das Pseudonym Theo Selmer verwendete.

## Leben
Nach dem Besuch des Gymnasiums in Echternach studierte er bis 1981 Französisch und Romanistik (Schwerpunkt Spanisch) in Salzburg und Mainz und war danach als freier Schriftsteller, Übersetzer und Reisejournalist tätig. Bis 2008 arbeitete er als Lektor und Redakteur für die Éditions Guy Binsfeld.  Er lebte in Esch an der Alzette, ab 2013 in Luxemburg-Stadt.
Er unternahm zahlreiche Studienreisen nach Afrika, Lateinamerika, Asien und Südeuropa und war Mitglied des Schriftstellervereins Cassandra Thing. Seine Reportagen und Essays erschienen unter anderem in der FAZ, NZZ, SZ und dem Luxemburger Wort. In den 1980er Jahren übersetzte er zahlreiche Science-Fiction-Bücher für den Heyne Verlag ins Deutsche.
Er war 1986 Gründungsmitglied des Luxemburger Schriftstellerverbandes und leitete ihn einige Jahre lang. Er veröffentlichte neben belletristischen Texten auch Reiseführer, Reportagen und Sachbücher wie das über den umstrittenen Pflegewissenschaftler Erwin Böhm. 2006 war er Herausgeber des Luxemburger Lexikons, des aktuellen Nachschlagewerkes zur Luxemburger Kulturszene.

## Veröffentlichungen

### Belletristische Werke (Auswahl)
- Situationen. Lyrik und Prosa, 1975
- Der tägliche Kram und andere Träume. 1976
- Nacht im Glashaus. Lyrik und Prosa, 1977
- Warnung vor Freunden. Neue Texte, 1979
- Schill oder Die Entfernungen. 1982
- Das Buch der Lügen. Roman, 1985
- Das Institut. 1989
- Kleines luxemburgisches Sittenbild. Roman, 1989
- Der Spanier in meinem Zimmer. Erzählungen, 1992
- Die Gesetze der Schwerkraft. 1995
- Die Tote aus Arlon. 39 Geschichten, 1997
- Iwwer Waasser. Roman, 1998
- 80 D. Roman, 2010
- Con Dao. Erzählungen, 2011
- Der Suppenfisch. Roman, 2014

### Sachbücher (Auswahl)
- Luxemburg kulinarisch. Küche, Land & Leute. Mit mehr als 100 typischen Rezepten von Sylvie Bisdorff (Kochbuch) 1997
- Im Land der Mauren und Olivenbäume. Andalusische Streifzüge, 2000
- Der lächelnde Elefant in der Rushhour. Thailändische Szenerien, 2002
- Großherzogtum Luxemburg. Reiseführer, 2003
- Erwin Böhm. Gesammelte Lebenslügen. 2004
- Und abends ein Giraffenbier. Reisegeschichten, 2006
- Die heiligen Ratten von Deshnok. Eine indische Reise, 2008
- Mit dem Großherzog am Mittagstisch. Luxemburger Grenzgänge, 2009
- mit Sylvie Bisdorff, Guy Hoffmann: Meng Kichen. Kochbuch. Editions Guy Binsfeld. 2009. ISBN 978-2-87954-215-7
- Die kochenden Kerle von der Muschelbucht. 2010

### Als Herausgeber (Auswahl)
- Crimi-Reader. 1982
- Luxemburg literarisch. 1983
- Schriftbilder. Neue Prosa aus Luxemburg, 1984;
- Apropos Literatur in Luxemburg. 2004;
- Luxemburger Lexikon. Das Großherzogtum von A bis Z. Editions Guy Binsfeld, Luxembourg 2006, ISBN 978-2-87954-156-3. (Digitalisat im Internet Archive)
- Was Sie schon immer alles über Luxemburg wissen wollten, aber bisher nie zu fragen wagten (und über Island schon gar nicht), 2012

### Übersetzungen (Auswahl)
- Pierre Pelot: Der Olympische Krieg. 1983
- Serge Brussolo: Der Schlaf des Blutes. 1985
- Alain Dorémieux: Symbiose Phase Eins. 1986
- Emmanuel Carrère: Der Gegenläufer. 1987 (später als Der Schnurrbart)
- Jean-Claude Carrière: Mahabharata. 1990
- Emmanuel Bove: Ein Junggeselle. 1990
- Alexandre Jardin: Hals über Kopf. 1992
- Roger Manderscheid: Tschako klack. Bilder einer luxemburgischen Kindheit, 1997
- Tonino Benacquista: Die Absacker. 2000
- Maxence Fermine: Am Ende der Teestraße, Erzählung, 2012
- Jeff Kinney: Dem Greg säin Tagebuch. E Comic-Roman. (op Le͏̈tzebuergesch). 2013